# ザ・ハート・オブ・シングズ・ライヴ
『ザ・ハート・オブ・シングズ・ライヴ』（原題：The Heart of Things: Live in Paris）は、ジョン・マクラフリンが1998年に録音・2000年に発表したライブ・アルバム。

## 背景
1997年のアルバム『ザ・ハート・オブ・シングズ』リリースに伴う公演のライブ録音で、収録曲のうち3曲は同作からの曲である。ただし、同アルバムに参加したジム・ビアードはウェイン・ショーターに引き抜かれたため、本作に収録された公演ではベネズエラ出身のオトマロ・ルイーズが代役を務めた。また、参加メンバーのゲイリー・トーマスが自身のリーダー・アルバム『コールド・ケージ』（1991年）で発表した「ザ・ディヴァイド」のライブ録音も収録された。
なお、この時の公演を最後に、マクラフリンは「ザ・ハート・オブ・シングズ」名義での活動を終了した。

## 反響・評価
アメリカの『ビルボード』では、ジャズ・アルバム・チャートで25位に達した。
William Ruhlmannはオールミュージックにおいて5点満点中4点を付け「本作の聴き所の"Tony"は、既に故人のトニー・ウィリアムスに捧げられた曲で、ドラマーのデニス・チェンバースに見事な演奏のチャンスを与えている」と評している。本作は2023年、uDiscoverMusicにおいて「ジャズの偉大なライブ・アルバム50」の一つとして挙げられた。

## 収録曲
特記なき楽曲はジョン・マクラフリン作曲。
1. セヴン・シスターズ - "Seven Sisters" - 8:32
2. マザー・タング - "Mother Tongues" - 12:59
3. 堕落天使 - "Fallen Angels" - 10:35
4. ザ・ディヴァイド - "The Divide" (Gary Thomas) - 16:43
5. トニー - "Tony" - 13:56
6. アシッド・ジャズ - "Acid Jazz" - 14:52

## 参加ミュージシャン
- ジョン・マクラフリン - ギター
- ゲイリー・トーマス - ソプラノ・サクソフォーン、テナー・サクソフォーン
- オトマロ・ルイーズ - キーボード
- マシュー・ギャリソン - エレクトリックベース
- デニス・チェンバース - ドラムス
- ヴィクター・ウィリアムス - パーカッション